# Mitoc, Iași
Mitoc este un sat în comuna Șipote din județul Iași, Moldova, România.